# 孫異
孫 異（そん い、生没年不明）は、中国三国時代の武将。父は孫韶。兄は孫楷・孫越。弟は孫奕・孫恢。『三国志』呉志に記述がある。

## 生涯
赤烏4年（241年）に父が死去すると、兄の孫越が跡を継いでいる（『三国志』呉志「宗室伝」）。
永安6年（263年）冬10月、蜀漢より呉に対し、魏の攻撃を受けているという援軍要請が入った。同月22日、孫休は蜀を救援するため、丁奉らに命令を出し魏を牽制させようとした。孫異は丁封と共に漢水流域に進駐した。また、施績・留平らは益州方面への派遣を検討された。やがて、蜀の劉禅が魏に降服したという報せが届いたため、丁奉らの軍事行動は中止になったという（『三国志』呉志「三嗣主伝」）。
孫異は領軍将軍まで昇進したという（『三国志』呉志「宗室伝」）。
小説『三国志演義』では、左将軍。蜀が滅亡した場面で呉の援軍の将の1人として名前のみが登場している。後は何らかの事情で改名され、「孫冀」として登場する。

## 参考資料
- 『三国志』
- 『三国志演義』